# Guido von Kessel
Guido von Kessel (* 15. Dezember 1832 in Zeisdorf, Landkreis Sprottau, Brandenburg; † 28. November 1903 in Zöbelwitz, Landkreis Freystadt, Provinz Schlesien) war Rittergutsbesitzer und Mitglied des Deutschen Reichstags.

## Leben
Kessel entstammte der ursächlich thüringischen Adelsfamilie von Kessel, war der Sohn des schlesischen Gutsbesitzers, Depurtierten des Kreises Sprottau, Gustav von Kessel aus dessen zweiter Ehe mit Ida von Knobelsdorff. Er besuchte die Ritterakademie in Liegnitz und studierte an den Universitäten Bonn, Heidelberg und Berlin. 1852 wurde er Mitglied des Corps Borussia Bonn. In der Folge war er am Kreisgericht Frankfurt a. O., und bei den Bezirksregierungen in Frankfurt a. O. und in Erfurt tätig. Er unternahm umfangreiche Reisen und war 1870/71 sieben Monate in Frankreich als Mitglied der freiwilligen Krankenpflege. Ab 1864 war er Landwirt und bewirtschaftete seine Güter Zöbelwitz und Bäsau im Kreis Freistadt, sowie Zeisdorf im Kreis Sprottau. Weiter war er in vielen Kommunalämtern tätig, u. a. als Landesältester, Mitglied des Kreistages und des Bezirks-Ausschusses in Liegnitz.
Von 1881 bis 1890 war er Mitglied des Deutschen Reichstags für den Wahlkreis Regierungsbezirk Breslau 1 Guhrau, Steinau, Wohlau und die Deutschkonservative Partei. Daneben war er Mitglied des Preußischen Herrenhauses.